# Libertango
Libertango est une chanson de tango composée par Astor Piazzolla, enregistré et publiée en 1974 à Milan, en Italie. Le titre est un mot-valise mélangeant libertad (liberté en espagnol) et « tango », symbolisant le passage de Piazzolla du tango classique au tango nuevo.

## Genèse et développement
À la fin des années 1960 en Argentine, sous le régime nationaliste du général Onganía, les expériences d'Astor Piazzolla sont devenues synonymes de nouveauté et de rupture. En 1969, le grand succès de Balada para un loco (it), mi-tango, mi-valse, avait indigné ces traditionalistes. En 1973, après une crise cardiaque, il se réfugie en Italie : « Je pars parce qu'à Buenos Aires je suis l'un des nombreux chômeurs qui remplissent les rues ». Ainsi commence un exil plein de frustrations. Enfermé dans le loft de Rome dans la Via dei Coronari, il compose Libertango.

## Influences dans la culture musicale
Selon le site AllMusic, cette composition est apparue dans plus de 600 différents albums et EP. Elle servira par exemple de base à la chanson I've Seen that Face Before de Grace Jones en 1981, Moi je suis tango de Guy Marchand en 1975, repris en 2007 par Julie Zenatti dans sa chanson (Tango) Princesse. La musique est également reprise dans l'album de la grande diva libanaise Hiba Tawaji pour sa chanson Libertango.
En 1997, la musicienne irlandaise Sharon Shannon enregistre une version de cette musique dans son troisième album intitulé Each Little Thing. Cette version, accompagnée du chant de Kirsty MacColl, apparaît sous le nom de MacColl en 2001, sur The One and Only, une compilation parue après la mort de la chanteuse lors d'un accident. Shannon fait de nouveau apparaître cette musique en tant que titre de sa nouvelle compilation en 2005.
L'air a aussi été enregistré par le violoncelliste Yo-Yo Ma dans son album Soul of the Tango : The Music of Ástor Piazzolla (1997), et par Al Di Meola (album The Grande Passion, 2000).
En 1998, Piazzolla remporte à Hollywood le Grammy Award de la meilleure composition instrumentale de l'année,.

## Au cinéma
Sauf indication contraire, les informations mentionnées dans cette section peuvent être confirmées par le générique de fin de l'œuvre audiovisuelle présentée ici, ainsi que par la base de données cinématographiques IMDb,  présente dans la section « Liens externes ».
- 1975 : Quand la ville s'éveille de Pierre Grasset.
- 1988 : Frantic de Roman Polanski.
- 2008 : Les Liens du sang de Jacques Maillot.

## Personnel
- Astor Piazzolla : bandoneón, arrangement, direction
- Felice Da Viá : piano
- Pierre-Yves Plat : piano
- Felice Da Viá, Gianni Zilioli : orgue Hammond
- Gianni Zilioli : marimba
- Marlaena Kessick (it) : flûte en sol
- Hugo Heredia et Gianni Bedori (en) : flûte en do
- Giuseppe Prestipino (Pino Presti) : guitare basse
- Tullio De Piscopo : batterie
- Filippo Daccó : guitare électrique & acoustique
- Andrea Poggi : timbales
- Tullio De Piscopo, Andrea Poggi : percussions
- Umberto Benedetti Michelangeli : violon
- Elsa Parravicini : alto
- Paolo Salvi : violoncelle[9].